# Parafia Miłosierdzia Bożego w Nidzicy
Parafia Miłosierdzia Bożego w Nidzicy – rzymskokatolicka parafia w Nidzicy, należąca do archidiecezji warmińskiej i dekanatu Nidzica. Została utworzona 1 lipca 1989. Budowę kościoła rozpoczęto w 1991 roku. 